# On the Third Day
On the Third Day este al treilea LP de studio al trupei Electric Light Orchestra și primul înregistrat fără nici o contribuție din partea lui Roy Wood.

## Tracklist
1. "Ocean Breakup/King of the Universe" (4:07)
2. "Bluebird is Dead" (4:42)
3. "Oh No Not Susan" (3:07)
4. "New World Rising/Ocean Breakup (reprise)" (4:05)
5. "Showdown" (4:09)
6. "Daybreaker" (3:51)
7. "Ma-Ma-Ma Belle" (3:56)
8. "Dreaming of 4000" (5:04)
9. "In the Hall of the Mountain King" (Edvard Grieg) (6:37)

- Toate cântecele au fost scrise de Jeff Lynne cu excepția celor notate.

## Single-uri
- "Showdown"/"In Old England Town" (1973)
- "Ma-Ma-Ma Belle"/"Daybreaker"/"Oh No Not Susan" (1974)

## Componență
- Jeff Lynne - voce, chitare
- Bev Bevan - tobe, percuție
- Richard Tandy - pian, Moog
- Mike de Albuquerque - bas, voce de fundal
- Wilf Gibson - vioară (piesele 5-9)
- Colin Walker - violoncel (piesele 5-9)
- Mike Edwards - violoncel
- Mik Kaminski - vioară (piesele 1-4)
- Marc Bolan - chitară (piesele 7, 8)